# Eudald Serra i Buixó
Eudald Serra i Buixó   (Vilassar de Dalt, 15 de gener de 1882 - Barcelona, 1967) fou un eclesiàstic i escriptor català.

## Biografia
Va fer la carrera de dret a la Universitat de Barcelona i el 1903 va entrar al Seminari. Fou ordenat sacerdot el 1906, i el 1909 fundà la revista mensual per a nens La Veu de l'Àngel de la Guarda. El 1913 fou el responsable de Lo Missatger del Sagrat Cor de Jesús, fundat per Sardà i Salvany el 1893, i creà la Biblioteca Foment de Pietat Catalana, nucli del que en 1916 es convertí en Foment de Pietat Catalana. Amb la col·laboració d'Ignasi Casanovas i d'altres va divulgar llibres religiosos en català i acollí diverses revistes científiques o bé d'alta vulgarització. Escriví obres piadoses, algunes de les quals aconseguiren múltiples edicions i traduccions.